# Ultimo Elvis
Pour plus de détails, voir Fiche technique et Distribution.
Ultimo Elvis (El último Elvis) est un film argentin d'Armando Bo sorti en 2012.

## Synopsis
À Buenos Aires, Carlos Gutiérrez est Elvis, qu'il travaille à l'usine ou sur scène pour une agence de sosies. Carlos vit pour sa passion pour Elvis Presley, c'est même un véritable mode de vie. Mais un accident va l'obliger à assumer son rôle de père lorsque sa fille, bien évidemment nommée Lisa Marie, a besoin de lui.

## Fiche technique
- Titre français : Ultimo Elvis
- Titre original : El último Elvis
- Titre international : The Last Elvis
- Réalisation : Armando Bo
- Scénario : Armando Bo et Nicolás Giacobone
- Musique : Sebastián Escofet
- Photographie : Javier Julia
- Montage : Patricio Pena
- Costumes : Luciana Marti et Manuela Marti
- Direction artistique : Daniel Gimelberg
- Production : Jennifer Barrons, Armando Bo, Victor Bo, Steve Golin et Hugo Sigman
  - Producteurs délégués : Leticia Cristi, Mariano 'Chino' Fernández,
  - Coproducteurs : Patricio Alvarez Casado et Matías Mosteirín
  - Producteurs associés : Alejandro González Iñárritu et Axel Kuschevatzky
- Sociétés de production : Anonymous Content, K&S Films et Rebolucion, avec l'aide du Instituto Nacional de Cine y Artes Audiovisuales et de Telefe
- Distribution :
  - Argentine : Walt Disney Studios Distribution
  - France : Eurozoom
- Genre : drame
- Durée : 91 minutes
- Pays d'origine : Argentine
- Langues originales : espagnol et anglais
- Format : Couleur - 1.85:1 35 mm - Son Dolby Digital
- Dates de sortie[1] :
  - États-Unis : 23 janvier 2012 (Festival du film de Sundance)
  - Argentine : 26 avril 2012
  - France : 16 janvier 2013

## Distribution
- John McInerny : « Elvis » / Carlos Gutiérrez
- Griselda Siciliani : Alejandra Olemberg, la femme de Carlos
- Margarita Lopez : Lisa Marie Gutiérrez, la fille de Carlos
- Rocío Rodríguez Presedo : « Nina Hagen »
- Corina Romero : la secrétaire

## Distinctions
Source : Internet Movie Database

### Récompenses
- Academy of Motion Picture Arts and Sciences of Argentina 2012 : meilleure photographie pour Javier Julia, meilleur maquillage pour Alberto Moccia, meilleure révélation masculine pour John McInerny, meilleure musique originale pour Sebastián Escofet, meilleure direction artistique pour Daniel Gimelberg, meilleur son pour Martín Porta
- Festival de Saint-Sébastien 2012 : prix Horizons pour Armando Bo

### Nominations
- Academy of Motion Picture Arts and Sciences of Argentina 2012 : meilleur film, meilleur premier film pour Armando Bo, meilleure actrice dans un second rôle pour Griselda Siciliani
- Festival de Sundance 2012 : en compétition pour le Grand Prix du Jury pour un film dramatique